# ليام سيمبسون
ليام سيمبسون (بالإنجليزية: Liam Simpson)‏ هو لاعب قذف أيرلندي، ولد في 1966 في بينيتسبريدج ‏ في جمهورية أيرلندا.